# Zohib Islam Amiri
Zohib Islam Amiri, född 19 april 1989, är en afghansk fotbollsspelare som spelar för Gokulam Kerala och för Afghanistans landslag.

## Klubbkarriär
Zohib Islam Amiri började sin karriär i Shoa FC där spelade fram till 2007 då han köptes av Kabul Bank FC.